# Steve Vick
Steve Vick, detto superkick (...), è un taekwondoka e kickboxer australiano.
Famoso per i suoi calci usati sul ring, Steve Vick è diventato uno dei più rispettati kickboxers di tutti i tempi.
Vick è stato campione nazionale di Taekwondo in Australia per cinque volte di fila. Non contento di dominare il circuito australiano del Taekwondo, decise di praticare anche la kickboxing. 
In poco tempo riuscì a vincerne il titolo nazionale e cominciò a entrare al centro dell'attenzione Intercontinentale.
Ben presto fu incoronato il Campione del Commonwealth Kickboxing, poi il campione Intercontinentale, fino a quando, alla fine, ha combattuto la sua strada per diventare il Campione del Mondo Kickboxing nel 1994.
Nel 1995 decide di salire sul ring del K-1 dimostrando di essere un grande campione arrivando in finale e perdendo solamente di un punto dall'avversario.
Attualmente Steve Vick si occupa di una sua palestra aperta a Canberra (Australia), dove insegna il Taekwondo e la Kickboxing.